# Draft de la NFL de 2013
El Draft de la NFL de 2013 fue la 78.ª edición de la reunión anual de selección de jugadores. Tuvo lugar los días 25, 26 y 27 de abril en el Radio City Music Hall de Nueva York. Un total de 254 jugadores fueron seleccionados a lo largo de siete rondas, donde el offensive tackle Eric Fisher fue escogido en la primera posición por los Kansas City Chiefs, el cuarto liniero ofensivo en tomar el primer lugar desde 1967.

## Selecciones del Draft
|  |  | Indica jugador miembro del Pro Football Hall of Fame                                |
|  |  | Indica jugador que ha sido seleccionado por lo menos en un Pro Bowl y en el All-Pro |
|  |  | Indica jugador que ha sido seleccionado por lo menos en un Pro Bowl                 |
|  |  | Indica jugador que ha sido seleccionado por lo menos en un All-Pro                  |
|  |  | Indica jugador que nunca ha jugado en la NFL                                        |

| C  | Center            |     | CB                 | Cornerback |                   | DB | Defensive back   |  | DE | Defensive end |
| DL | Defensive lineman | DT  | Defensive tackle   | FB         | Fullback          | FS | Free safety      |  |    |               |
| G  | Guard             | HB  | Halfback           | ILB        | Inside linebacker | K  | Placekicker      |  |    |               |
| KR | Kick returner     | LB  | Linebacker         | LS         | Long snapper      | OT | Offensive tackle |  |    |               |
| OL | Offensive lineman | OLB | Outside linebacker | NT         | Nose tackle       | P  | Punter           |  |    |               |
| PR | Punt returner     | QB  | Quarterback        | RB         | Running back      | S  | Safety           |  |    |               |
| SS | Strong safety     | TB  | Tailback           | TE         | Tight end         | WR | Wide receiver    |  |    |               |

### Primera ronda

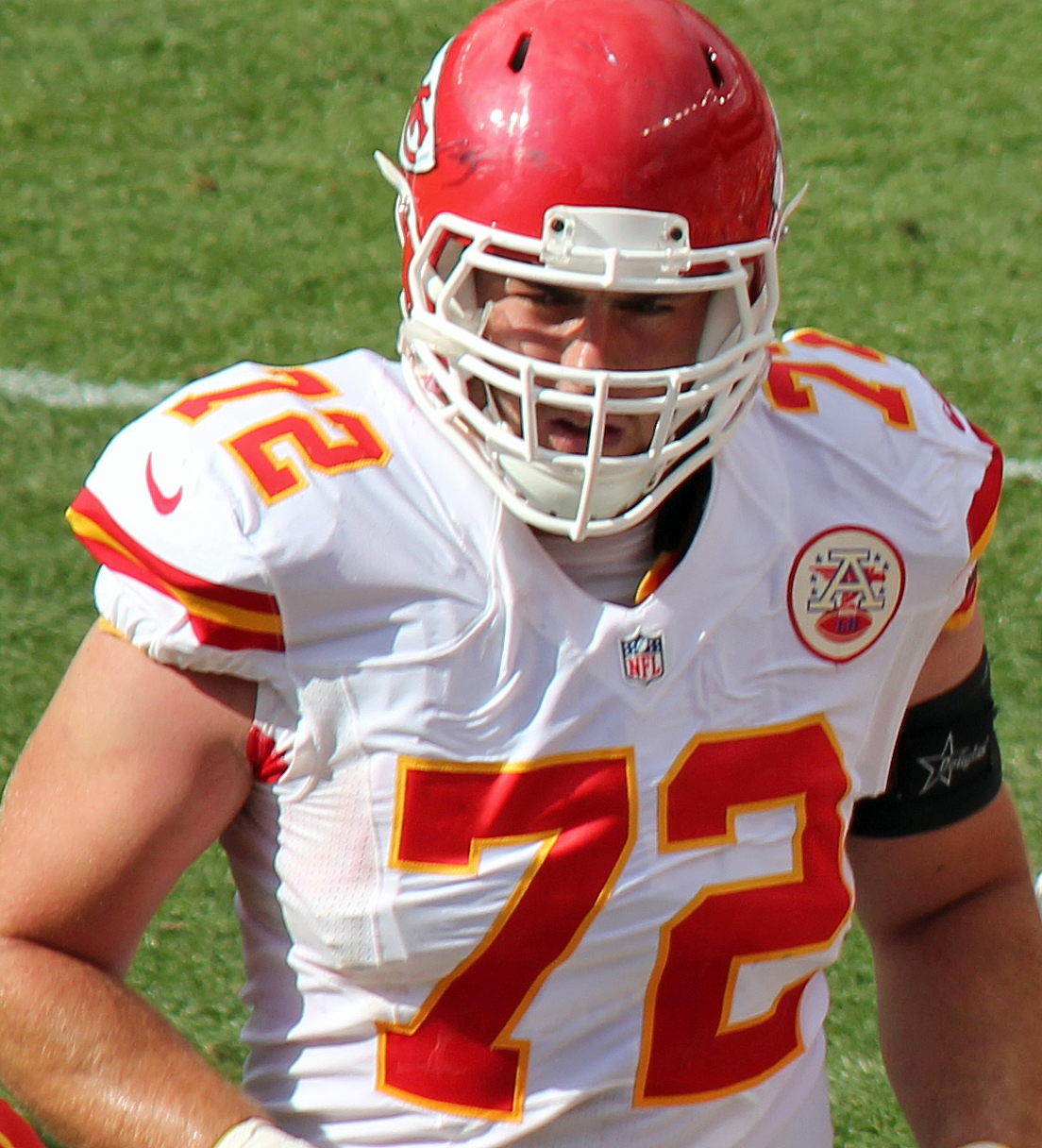
Eric Fisher, n.º 1 del draft, elegido por Kansas City Chiefs.

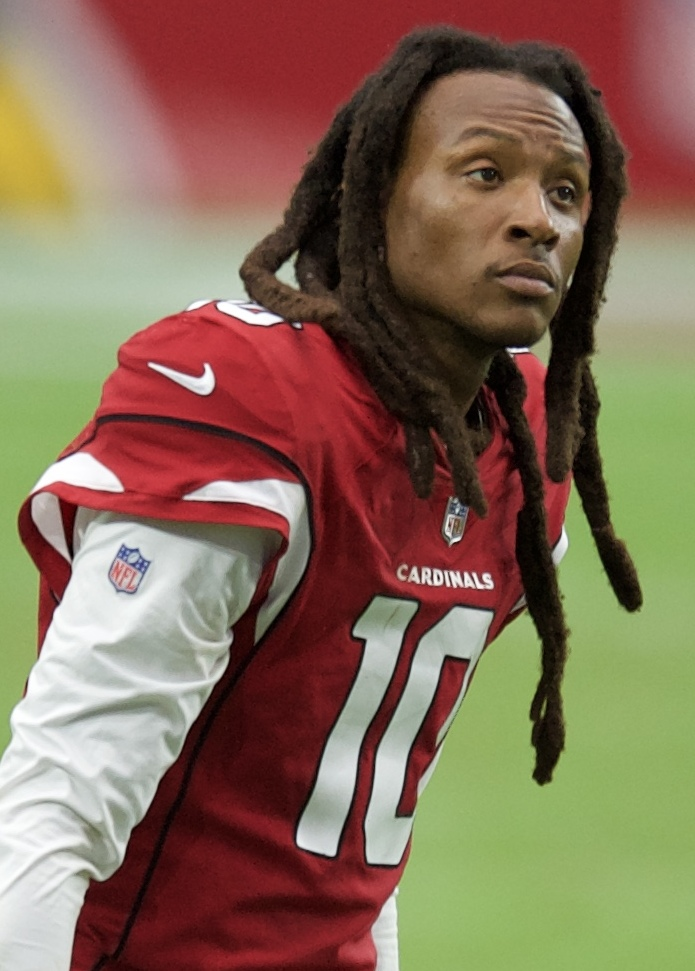
DeAndre Hopkins, n.º 27 del draft, elegido por los Houston Texans y seleccionado tres veces al primer equipo All-Pro.

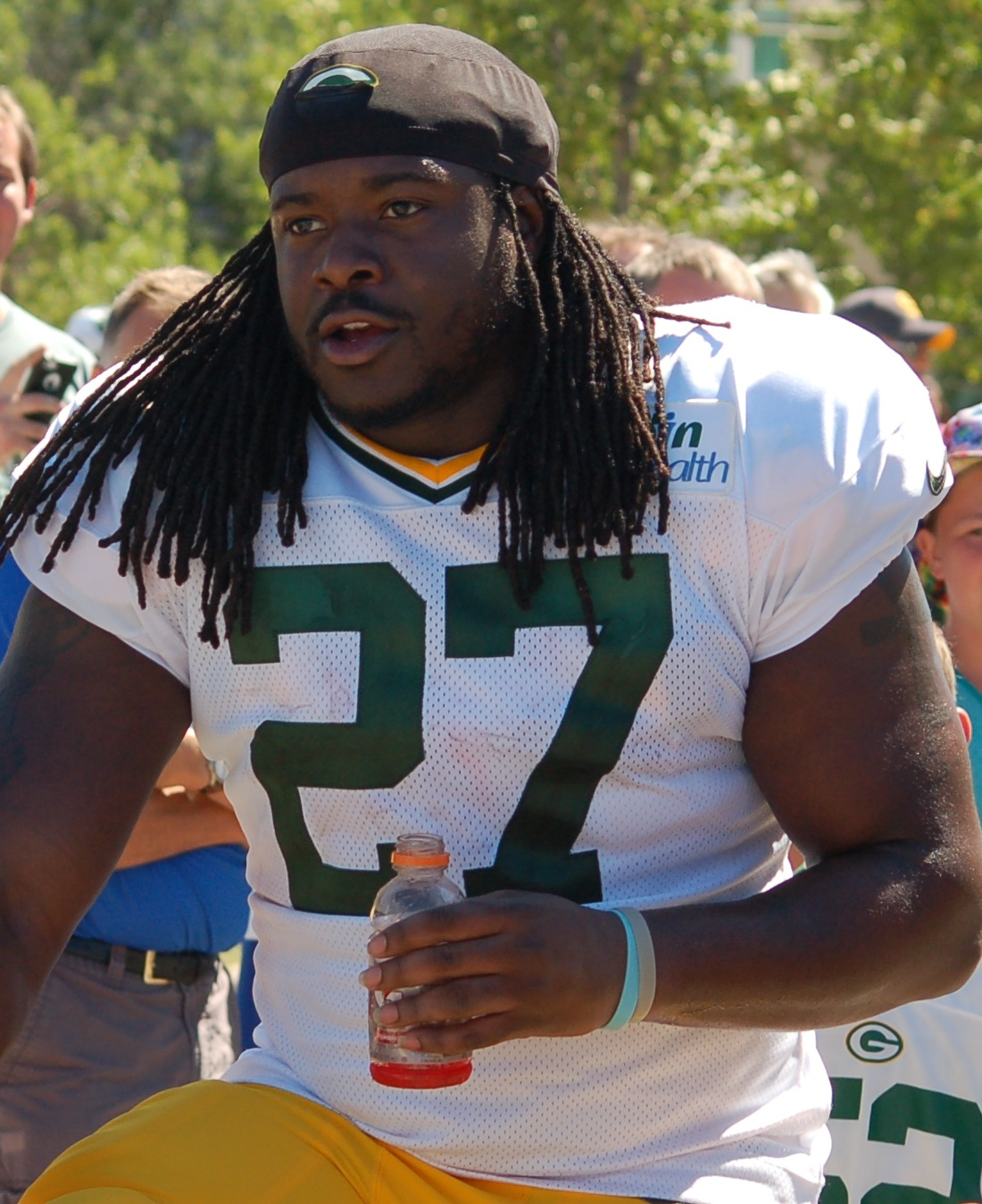
Eddie Lacy, nº 61 del draft, elegido como el Novato Ofensivo del Año en la temporada 2013.

| Pick | Jugador               | Pos. | Equipo                                           | Universidad      | Conf.                |
| ---- | --------------------- | ---- | ------------------------------------------------ | ---------------- | -------------------- |
| 1    | Eric Fisher           | OT   | Kansas City Chiefs                               | Central Michigan | MAC                  |
| 2    | Luke Joeckel          | OT   | Jacksonville Jaguars                             | Texas A&M        | SEC                  |
| 3    | Dion Jordan           | DE   | Miami Dolphins (desde Oakland)                   | Oregon           | Pac-12               |
| 4    | Lane Johnson          | OT   | Philadelphia Eagles                              | Oklahoma         | Big 12               |
| 5    | Ezekiel Ansah         | DE   | Detroit Lions                                    | BYU              | Independiente (NCAA) |
| 6    | Barkevious Mingo      | DE   | Cleveland Browns                                 | LSU              | SEC                  |
| 7    | Jonathan Cooper       | G    | Arizona Cardinals                                | North Carolina   | ACC                  |
| 8    | Tavon Austin          | WR   | St. Louis Rams (desde Buffalo)                   | West Virginia    | Big 12               |
| 9    | Dee Milliner          | CB   | New York Jets                                    | Alabama          | SEC                  |
| 10   | Chance Warmack        | G    | Tennessee Titans                                 | Alabama          | SEC                  |
| 11   | D. J. Fluker          | OT   | San Diego Chargers                               | Alabama          | SEC                  |
| 12   | D. J. Hayden          | CB   | Oakland Raiders (desde Miami)                    | Houston          | C-USA                |
| 13   | Sheldon Richardson    | DT   | New York Jets (desde Tampa Bay)                  | Missouri         | SEC                  |
| 14   | Star Lotulelei        | DT   | Carolina Panthers                                | Utah             | Pac-12               |
| 15   | Kenny Vaccaro         | S    | New Orleans Saints                               | Texas            | Big 12               |
| 16   | EJ Manuel             | QB   | Buffalo Bills (desde St. Louis)                  | Florida State    | ACC                  |
| 17   | Jarvis Jones          | LB   | Pittsburgh Steelers                              | Georgia          | SEC                  |
| 18   | Eric Reid             | S    | San Francisco 49ers (desde Dallas)               | LSU              | SEC                  |
| 19   | Justin Pugh           | OT   | New York Giants                                  | Syracuse         | Big East             |
| 20   | Kyle Long             | G    | Chicago Bears                                    | Oregon           | Pac-12               |
| 21   | Tyler Eifert          | TE   | Cincinnati Bengals                               | Notre Dame       | Independiente (NCAA) |
| 22   | Desmond Trufant       | CB   | Atlanta Falcons (desde Washington via St. Louis) | Washington       | Pac-12               |
| 23   | Sharrif Floyd         | DT   | Minnesota Vikings                                | Florida          | SEC                  |
| 24   | Björn Werner          | DE   | Indianapolis Colts                               | Florida State    | ACC                  |
| 25   | Xavier Rhodes         | CB   | Minnesota Vikings (desde Seattle)                | Florida State    | ACC                  |
| 26   | Datone Jones          | DE   | Green Bay Packers                                | UCLA             | Pac-12               |
| 27   | DeAndre Hopkins       | WR   | Houston Texans                                   | Clemson          | ACC                  |
| 28   | Sylvester Williams    | DT   | Denver Broncos                                   | North Carolina   | ACC                  |
| 29   | Cordarrelle Patterson | RB   | Minnesota Vikings (desde New England)            | Tennessee        | SEC                  |
| 30   | Alec Ogletree         | LB   | St. Louis Rams (desde Atlanta)                   | Georgia          | SEC                  |
| 31   | Travis Frederick      | C    | Dallas Cowboys (desde San Francisco)             | Wisconsin        | Big Ten              |
| 32   | Matt Elam             | S    | Baltimore Ravens                                 | Florida          | SEC                  |

### Segunda ronda
| Pick | Jugador           | Pos. | Equipo                                                 | Universidad            | Conf.                |
| ---- | ----------------- | ---- | ------------------------------------------------------ | ---------------------- | -------------------- |
| 33   | Johnathan Cyprien | S    | Jacksonville Jaguars                                   | FIU                    | Sun Belt             |
| 34   | Justin Hunter     | WR   | Tennessee Titans (desde Kansas City vía San Francisco) | Tennessee              | SEC                  |
| 35   | Zach Ertz         | TE   | Philadelphia Eagles                                    | Stanford               | Pac-12               |
| 36   | Darius Slay       | CB   | Detroit Lions                                          | Mississippi State      | SEC                  |
| 37   | Giovani Bernard   | RB   | Cincinnati Bengals (desde Oakland)                     | North Carolina         | ACC                  |
| 38   | Manti Te'o        | LB   | San Diego Chargers (desde Arizona)                     | Notre Dame             | Independiente (NCAA) |
| -    | Selección perdida | -    | Cleveland Browns                                       | -                      | -                    |
| 39   | Geno Smith        | QB   | New York Jets                                          | West Virginia          | Big 12               |
| 40   | Tank Carradine    | DE   | San Francisco 49ers (desde Tennessee)                  | Florida State          | ACC                  |
| 41   | Robert Woods      | WR   | Buffalo Bills                                          | USC                    | Pac-12               |
| 42   | Menelik Watson    | OT   | Oakland Raiders (desde Miami)                          | Florida State          | ACC                  |
| 43   | Johnthan Banks    | CB   | Tampa Bay Buccaneers                                   | Mississippi State      | SEC                  |
| 44   | Kawann Short      | DT   | Carolina Panthers                                      | Purdue                 | Big Ten              |
| -    | Selección perdida | -    | New Orleans Saints                                     | -                      | -                    |
| 45   | Kevin Minter      | LB   | Arizona Cardinals (desde San Diego)                    | LSU                    | SEC                  |
| 46   | Kiko Alonso       | LB   | Buffalo Bills (desde St. Louis)                        | Oregon                 | Pac-12               |
| 47   | Gavin Escobar     | TE   | Dallas Cowboys                                         | San Diego State        | MW                   |
| 48   | Le'Veon Bell      | RB   | Pittsburgh Steelers                                    | Michigan State         | Big Ten              |
| 49   | Johnathan Hankins | DT   | New York Giants                                        | Ohio State             | Big Ten              |
| 50   | Jon Bostic        | LB   | Chicago Bears                                          | Florida                | SEC                  |
| 51   | David Amerson     | CB   | Washington Redskins                                    | North Carolina State   | ACC                  |
| 52   | Jamie Collins     | LB   | New England Patriots (desde Minnesota)                 | Southern Miss          | C-USA                |
| 53   | Margus Hunt       | DE   | Cincinnati Bengals                                     | SMU                    | The American         |
| 54   | Jamar Taylor      | CB   | Miami Dolphins (desde Indianapolis)                    | Boise State            | MW                   |
| 55   | Vance McDonald    | TE   | San Francisco 49ers (desde Green Bay)                  | Rice                   | C-USA                |
| 56   | Arthur Brown      | LB   | Baltimore Ravens (desde Seattle)                       | Kansas State           | Big 12               |
| 57   | D. J. Swearinger  | S    | Houston Texans                                         | South Carolina         | SEC                  |
| 58   | Montee Ball       | RB   | Denver Broncos                                         | Wisconsin              | Big Ten              |
| 59   | Aaron Dobson      | WR   | New England Patriots                                   | Marshall               | C-USA                |
| 60   | Robert Alford     | CB   | Atlanta Falcons                                        | Southeastern Louisiana | Southland            |
| 61   | Eddie Lacy        | RB   | Green Bay Packers (desde San Francisco)                | Alabama                | SEC                  |
| 62   | Christine Michael | RB   | Seattle Seahawks (desde Baltimore)                     | Texas A&M              | SEC                  |

### Tercera ronda
| Pick | Jugador           | Pos. | Equipo                                             | Universidad             | Conf.    |
| ---- | ----------------- | ---- | -------------------------------------------------- | ----------------------- | -------- |
| 63   | Travis Kelce      | TE   | Kansas City Chiefs                                 | Cincinnati              | Big East |
| 64   | Dwayne Gratz      | CB   | Jacksonville Jaguars                               | UConn                   | Big East |
| 65   | Larry Warford     | G    | Detroit Lions                                      | Kentucky                | SEC      |
| 66   | Sio Moore         | LB   | Oakland Raiders                                    | UConn                   | Big East |
| 67   | Bennie Logan      | DT   | Philadelphia Eagles                                | LSU                     | SEC      |
| 68   | Leon McFadden     | CB   | Cleveland Browns                                   | San Diego State         | MW       |
| 69   | Tyrann Mathieu    | CB   | Arizona Cardinals                                  | LSU                     | SEC      |
| 70   | Blidi Wreh-Wilson | CB   | Tennessee Titans                                   | UConn                   | Big East |
| 71   | T. J. McDonald    | S    | St. Louis Rams (desde Buffalo)                     | USC                     | Pac-12   |
| 72   | Brian Winters     | G    | New York Jets                                      | Kent State              | MAC      |
| 73   | Mike Glennon      | QB   | Tampa Bay Buccaneers                               | North Carolina State    | ACC      |
| 74   | Terrance Williams | WR   | Dallas Cowboys (desde Carolina vía San Francisco)  | Baylor                  | Big 12   |
| 75   | Terron Armstead   | OT   | New Orleans Saints                                 | Arkansas-Pine Bluff     | SWAC     |
| 76   | Keenan Allen      | WR   | San Diego Chargers                                 | California              | Pac-12   |
| 77   | Dallas Thomas     | G    | Miami Dolphins                                     | Tennessee               | SEC      |
| 78   | Marquise Goodwin  | WR   | Buffalo Bills (desde St. Louis)                    | Texas                   | Big 12   |
| 79   | Markus Wheaton    | WR   | Pittsburgh Steelers                                | Oregon State            | Pac-12   |
| 80   | J. J. Wilcox      | S    | Dallas Cowboys                                     | Georgia Southern        | SoCon    |
| 81   | Damontre Moore    | DE   | New York Giants                                    | Texas A&M               | SEC      |
| 82   | John Jenkins      | DT   | New Orleans Saints (desde Chicago vía Miami)       | Georgia                 | SEC      |
| 83   | Logan Ryan        | CB   | New England Patriots (desde Minnesota)             | Rutgers                 | Big East |
| 84   | Shawn Williams    | S    | Cincinnati Bengals                                 | Georgia                 | SEC      |
| 85   | Jordan Reed       | TE   | Washington Redskins                                | Florida                 | SEC      |
| 86   | Hugh Thornton     | G    | Indianapolis Colts                                 | Illinois                | Big Ten  |
| 87   | Jordan Hill       | DT   | Seattle Seahawks                                   | Penn State              | Big Ten  |
| 88   | Corey Lemonier    | DE   | San Francisco 49ers (desde Green Bay)              | Auburn                  | SEC      |
| 89   | Brennan Williams  | OT   | Houston Texans                                     | North Carolina          | ACC      |
| 90   | Kayvon Webster    | CB   | Denver Broncos                                     | South Florida           | Big East |
| 91   | Duron Harmon      | S    | New England Patriots                               | Rutgers                 | Big East |
| 92   | Stedman Bailey    | WR   | St. Louis Rams (desde Seattle)                     | West Virginia           | Big 12   |
| 93   | Will Davis        | CB   | Miami Dolphins (desde San Francisco vía Green Bay) | Utah State              | MW       |
| 94   | Brandon Williams  | DT   | Baltimore Ravens                                   | Missouri Southern State | MIAA     |
| 95   | Sam Montgomery    | DE   | Houston Texans                                     | LSU                     | SEC      |
| 96   | Knile Davis       | RB   | Kansas City Chiefs                                 | Arkansas                | SEC      |
| 97   | Zaviar Gooden     | LB   | Tennessee Titans                                   | Missouri                | SEC      |

### Cuarta ronda
| Pick | Jugador            | Pos. | Equipo                                             | Universidad    | Conf.      |
| ---- | ------------------ | ---- | -------------------------------------------------- | -------------- | ---------- |
| 98   | Matt Barkley       | QB   | Philadelphia Eagles (desde Jacksonville)           | USC            | Pac-12     |
| 99   | Nico Johnson       | LB   | Kansas City Chiefs                                 | Alabama        | SEC        |
| 100  | Akeem Spence       | DB   | Tampa Bay Buccaneers (desde Oakland)               | Illinois       | Big Ten    |
| 101  | Ace Sanders        | WR   | Jacksonville Jaguars (desde Filadelfia)            | South Carolina | SEC        |
| 102  | Josh Boyce         | WR   | New England Patriots (desde Detroit vía Minnesota) | TCU            | Big 12     |
| 103  | Alex Okafor        | DE   | Arizona Cardinals                                  | Texas          | Big 12     |
| 104  | Jelani Jenkins     | LB   | Miami Dolphins (desde Cleveland)                   | Florida        | SEC        |
| 105  | Duke Williams      | S    | Buffalo Bills                                      | Nevada         | MW         |
| 106  | Dion Sims          | TE   | Miami Dolphins (desde NY Jets vía New Orleans)     | Michigan State | Big Ten    |
| 107  | Brian Schwenke     | C    | Tennessee Titans                                   | California     | Pac-12     |
| 108  | Edmund Kugbila     | G    | Carolina Panthers                                  | Valdosta State | Gulf South |
| 109  | David Bakhtiari    | OT   | Green Bay Packers (desde New Orleans vía Miami)    | Colorado       | Pac-12     |
| 110  | Ryan Nassib        | QB   | New York Giants (desde San Diego vía Arizona)      | Syracuse       | Big East   |
| 111  | Shamarko Thomas    | S    | Pittsburgh Steelers (desde Miami vía Cleveland)    | Syracuse       | Big East   |
| 112  | Tyler Wilson       | QB   | Oakland Raiders (desde Tampa Bay)                  | Arkansas       | SEC        |
| 113  | Barrett Jones      | G    | St. Louis Rams                                     | Alabama        | SEC        |
| 114  | B. W. Webb         | CB   | Dallas Cowboys                                     | William & Mary | CAA        |
| 115  | Landry Jones       | QB   | Pittsburgh Steelers                                | Oklahoma       | Big 12     |
| 116  | Earl Watford       | G    | Arizona Cardinals (desde NY Giants)                | James Madison  | CAA        |
| 117  | Khaseem Greene     | LB   | Chicago Bears                                      | Rutgers        | Big East   |
| 118  | Sean Porter        | LB   | Cincinnati Bengals                                 | Texas A&M      | SEC        |
| 119  | Phillip Thomas     | S    | Washington Redskins                                | Fresno State   | MW         |
| 120  | Gerald Hodges      | LB   | Minnesota Vikings                                  | Penn State     | Big Ten    |
| 121  | Khaled Holmes      | C    | Indianapolis Colts                                 | USC            | Pac-12     |
| 122  | JC Tretter         | OT   | Green Bay Packers                                  | Cornell        | Ivy League |
| 123  | Chris Harper       | WR   | Seattle Seahawks                                   | Kansas State   | Big 12     |
| 124  | Trevardo Williams  | DE   | Houston Texans                                     | UConn          | Big East   |
| 125  | Johnathan Franklin | RB   | Green Bay Packers (desde Denver)                   | UCLA           | Pac-12     |
| 126  | William Gholston   | DE   | Tampa Bay Buccaneers (desde New England)           | Michigan State | Big Ten    |
| 127  | Malliciah Goodman  | DE   | Atlanta Falcons                                    | Clemson        | ACC        |
| 128  | Quinton Patton     | WR   | San Francisco 49ers                                | Louisiana Tech | WAC        |
| 129  | John Simon         | DE   | Baltimore Ravens                                   | Ohio State     | Big Ten    |
| 130  | Kyle Juszczyk      | FB   | Baltimore Ravens                                   | Harvard        | Ivy League |
| 131  | Marcus Lattimore   | RB   | San Francisco 49ers                                | South Carolina | SEC        |
| 132  | Devin Taylor       | DE   | Detroit Lions                                      | South Carolina | SEC        |
| 133  | Levine Toilolo     | TE   | Atlanta Falcons                                    | Stanford       | Pac-12     |

### Quinta ronda
| Pick | Jugador          | Pos. | Equipo                                             | Universidad          | Conf.    |
| ---- | ---------------- | ---- | -------------------------------------------------- | -------------------- | -------- |
| 134  | Sanders Commings | CB   | Kansas City Chiefs                                 | Georgia              | SEC      |
| 135  | Denard Robinson  | RB   | Jacksonville Jaguars                               | Michigan             | Big Ten  |
| 136  | Earl Wolff       | S    | Philadelphia Eagles                                | North Carolina State | ACC      |
| 137  | Jesse Williams   | DT   | Seattle Seahawks (desde Detroit)                   | Alabama              | SEC      |
| 138  | Tharold Simon    | CB   | Seattle Seahawks (desde Oakland)                   | LSU                  | SEC      |
| 139  | Montori Hughes   | DT   | Indianapolis Colts (desde Cleveland)               | UT Martin            | OVC      |
| 140  | Stepfan Taylor   | RB   | Arizona Cardinals                                  | Stanford             | Pac-12   |
| 141  | Oday Aboushi     | G    | New York Jets                                      | Virginia             | ACC      |
| 142  | Lavar Edwards    | DE   | Tennessee Titans                                   | LSU                  | SEC      |
| 143  | Jonathan Meeks   | S    | Buffalo Bills                                      | Clemson              | ACC      |
| 144  | Kenny Stills     | WR   | New Orleans Saints                                 | Oklahoma             | Big 12   |
| 145  | Steve Williams   | CB   | San Diego Chargers                                 | California           | Pac-12   |
| 146  | Quanterus Smith  | DE   | Denver Broncos (desde Miami vía Green Bay)         | Western Kentucky     | Sun Belt |
| 147  | Steven Means     | LB   | Tampa Bay Buccaneers                               | Buffalo              | MAC      |
| 148  | A. J. Klein      | LB   | Carolina Panthers                                  | Iowa State           | Big 12   |
| 149  | Brandon McGee    | CB   | St. Louis Rams                                     | Miami (FL)           | ACC      |
| 150  | Terry Hawthorne  | CB   | Pittsburgh Steelers                                | Illinois             | Big Ten  |
| 151  | Joseph Randle    | RB   | Dallas Cowboys                                     | Oklahoma State       | Big 12   |
| 152  | Cooper Taylor    | S    | New York Giants                                    | Richmond             | CAA      |
| 153  | Stansly Maponga  | DE   | Atlanta Falcons (desde Chicago)                    | TCU                  | Big 12   |
| 154  | Chris Thompson   | RB   | Washington Redskins                                | Florida State        | ACC      |
| 155  | Jeff Locke       | P    | Minnesota Vikings                                  | UCLA                 | Pac-12   |
| 156  | Tanner Hawkinson | OT   | Cincinnati Bengals                                 | Kansas               | Big 12   |
| 157  | Quinton Dial     | DE   | San Francisco 49ers (desde Indianapolis)           | Alabama              | SEC]     |
| 158  | Luke Willson     | TE   | Seattle Seahawks                                   | Rice                 | C-USA    |
| 159  | Micah Hyde       | CB   | Green Bay Packers                                  | Iowa                 | Big Ten  |
| 160  | Zac Stacy        | RB   | St. Louis Rams (desde Houston)                     | Vanderbilt           | SEC      |
| 161  | Tavarres King    | WR   | Denver Broncos                                     | Georgia              | SEC      |
| 162  | Brandon Jenkins  | LB   | Washington Redskins (desde New England)            | Florida State        | ACC      |
| 163  | Jordan Mills     | OT   | Chicago Bears (desde Atlanta)                      | Louisiana Tech       | WAC      |
| 164  | Mike Gillislee   | RB   | Miami Dolphins (desde San Francisco vía Cleveland) | Florida              | SEC      |
| 165  | Sam Martin       | P    | Detroit Lions (desde Baltimore vía Seattle)        | Appalachian State    | SoCon    |
| 166  | Caleb Sturgis    | K    | Miami Dolphins                                     | Florida              | SEC      |
| 167  | Josh Boyd        | DT   | Green Bay Packers                                  | Mississippi State    | SEC      |
| 168  | Ricky Wagner     | OT   | Baltimore Ravens                                   | Wisconsin            | Big Ten  |

### Sexta ronda
| Pick | Jugador              | Pos. | Equipo                                                                       | Universidad        | Conf.                |
| ---- | -------------------- | ---- | ---------------------------------------------------------------------------- | ------------------ | -------------------- |
| 169  | Josh Evans           | CB   | Jacksonville Jaguars                                                         | Florida            | SEC                  |
| 170  | Eric Kush            | C    | Kansas City Chiefs                                                           | California (PSAC)  | PSAC                 |
| 171  | Corey Fuller         | WR   | Detroit Lions                                                                | Virginia Tech      | ACC                  |
| 172  | Nick Kasa            | TE   | Oakland Raiders                                                              | Colorado           | Pac-12               |
| 173  | Vinston Painter      | OT   | Denver Broncos (desde Philadelphia vía Cleveland, San Francisco y Green Bay) | Virginia Tech      | ACC                  |
| 174  | Ryan Swope           | WR   | Arizona Cardinals                                                            | Texas A&M          | SEC                  |
| 175  | Jamoris Slaughter    | S    | Cleveland Browns                                                             | Notre Dame         | Independiente (NCAA) |
| 176  | David Quessenberry   | OT   | Houston Texans (desde Tennessee vía Minnesota, Arizona, y Oakland)           | San José State     | MW                   |
| 177  | Dustin Hopkins       | K    | Buffalo Bills                                                                | Florida State      | ACC                  |
| 178  | William Campbell     | OG   | New York Jets                                                                | Michigan           | Big Ten              |
| 179  | Tourek Williams      | DE   | San Diego Chargers                                                           | FIU                | Sun Belt             |
| 180  | Nick Moody           | LB   | San Francisco 49ers (desde Miami)                                            | Florida State      | ACC                  |
| 181  | Latavius Murray      | RB   | Oakland Raiders (desde Tampa Bay)                                            | UCF                | C-USA                |
| 182  | Kenjon Barner        | RB   | Carolina Panthers                                                            | Oregon             | Pac-12               |
| 183  | Rufus Johnson        | DE   | New Orleans Saints                                                           | Tarleton State     | LSC                  |
| 184  | Mychal Rivera        | TE   | Oakland Raiders (desde St. Louis vía Houston)                                | Tennessee          | SEC                  |
| 185  | DeVonte Holloman     | LB   | Dallas Cowboys                                                               | South Carolina     | SEC                  |
| 186  | Justin Brown         | WR   | Pittsburgh Steelers                                                          | Oklahoma           | Big 12               |
| 187  | Andre Ellington      | RB   | Arizona Cardinals (desde NY Giants)                                          | Clemson            | ACC                  |
| 188  | Cornelius Washington | DE   | Chicago Bears                                                                | Georgia            | SEC                  |
| 189  | Mike James           | RB   | Tampa Bay Buccaneers (desde Minnesota)                                       | Miami (FL)         | ACC                  |
| 190  | Rex Burkhead         | RB   | Cincinnati Bengals                                                           | Nebraska           | Big Ten              |
| 191  | Bacarri Rambo        | S    | Washington Redskins                                                          | Georgia            | SEC                  |
| 192  | John Boyett          | S    | Indianapolis Colts                                                           | Oregon             | Pac-12               |
| 193  | Nate Palmer          | OLB  | Green Bay Packers                                                            | Illinois State     | MVFC                 |
| 194  | Spencer Ware         | RB   | Seattle Seahawks                                                             | LSU                | SEC                  |
| 195  | Alan Bonner          | WR   | Houston Texans                                                               | Jacksonville State | OVC                  |
| 196  | Jeff Baca            | OG   | Minnesota Vikings (desde Denver vía Philadelphia y Tampa Bay )               | UCLA               | Pac-12               |
| 197  | Cobi Hamilton        | WR   | Cincinnati Bengals (desde New England)                                       | Arkansas           | SEC                  |
| 198  | Chris Jones          | DT   | Houston Texans (desde Atlanta vía St. Louis)                                 | Bowling Green      | MAC                  |
| 199  | Theo Riddick         | RB   | Detroit Lions (desde San Francisco vía Baltimore y Seattle)                  | Notre Dame         | Independiente (NCAA) |
| 200  | Kapron Lewis-Moore   | DE   | Baltimore Ravens                                                             | Notre Dame         | Independiente (NCAA) |
| 201  | Ryan Griffin         | TE   | Houston Texans                                                               | UConn              | Big East             |
| 202  | Khalid Wooten        | CB   | Tennessee Titans                                                             | Nevada             | MW                   |
| 203  | Ryan Jensen          | OT   | Baltimore Ravens                                                             | CSU–Pueblo         | RMAC                 |
| 204  | Braden Wilson        | FB   | Kansas City Chiefs                                                           | Kansas State       | Big 12               |
| 205  | Stacy McGee          | DT   | Oakland Raiders                                                              | Oklahoma           | Big 12               |
| 206  | Vince Williams       | LB   | Pittsburgh Steelers                                                          | Florida State      | ACC                  |